# Colgar wadum
Colgar wadum är en insektsart som beskrevs av Medler 2000. Colgar wadum ingår i släktet Colgar och familjen Flatidae. Inga underarter finns listade i Catalogue of Life.